# Carphina melanura
Carphina melanura är en skalbaggsart som beskrevs av Monné M. A. och Monné M. L. 2007. Carphina melanura ingår i släktet Carphina och familjen långhorningar. Inga underarter finns listade.